# ذا كوكيز
«ذا كوكيز» (بالإنجليزية: The Cookies)‏ كانت فرقة آر & بي أمريكية للفتيات في الخمسينيات والستينيات. أصبحت العضوتان الأصليتان للفرقة لاحقا «ذا ريليتز»، وهما مغنيتان خلفيتان ل«ري تشارلز».

## تاريخ
كانت فرقة «ذا كوكيز» المكونة سنة 1954 بنيويورك في بروكلين تضم عند نشأتها «دوروثي جونز»، «دارلين مكري»، و«بلا روبرتسون» قريبة «دوروثي»، وقد عوضت «روبرتسون» سنة 1956 ب«مارجي هندريكس». تعرف «ري تشارلز» أثناء عملهم مع شركة تسجيلات أتلانتيك. بعد عملهن مع عدة فنانين بتسجيلات أتلانتيك، ساهمت «مكري» و«هندريكس» بإنشاء «ذا ريليتس» سنة 1958. («بات ليلز» كان عضوا من «ذا ريليتس» ولكن ليس من «ذا كوكيز»)

### التشكيلة الثانية
في 1961 تشكلت نسخة جديدة من «ذا كوكيز» في نيويورك، وانضمت فيها «دوروثي» للأعضاء الجدد «إيرل-جين مكري» (أخت «دارلين» الصغرى)، و«مارغريت روس» قريبة أخرى ل«دوروثي». سجل «جونز» تسجيل سولو واحدا لشركة كولومبيا للتسجيلات سنة 1961. عرف الثلاثي نجاحا تحت اسم «ذا كوكيز» كمغنيات خلفيات لفنانين آخرين مثل «نيل سيداكا» في أغانيه: «الفراق صعب» (Breaking Up Is Hard to Do)، «الحالم» (The Dreamer)، و«فتاة سيئة» (Bad Girl)؛ وسجلن أيضا عينات لشركة «ألدون ميوزيك» تحت إخراج «كارول كينغ» و«غيري غوفين». قمن أيضا بأداء الغناء الخلفي لأغنية «ليتل إيفا» التي صدرت سنة 1962 تحت عنوان «لوكوموشن» (The Loco-Motion)، وأغنيتها التالية «فلنأدي رقصة التركي تروت» (Let's Turkey Trot) الصادرة في نفس السنة؛ إضافة إلى نسخة «ميل تورمي» من أغنية «عائد للديار يا حبيبي» (Comin' Home Baby). عرفوا أكبر نجاح سنة 1963 بأغنية «لا تقل شيئا سيئا (عن حبيبتي)» ((Don't Say Nothin' Bad (About My Baby)) التي بلغت الرتبة الثالثة في قائمة «بيلبورد أر & بي»، والرتبة السابعة في قائمة «بيلبورد بوب».
سجلت فرقة «بلينك-182» سنة 1963 نسخة مقلدة من أغنية «ذا كوكيز» الناجحة «سلاسل» (Chains). تركت «إيرل-جين مكري» الفرقة سنة 1965 بعد أغنيتي سولو منفردتين تتضمنان التسجيل الأول لأغنية «غوفين/كينغ» «أنا أنوي فعل شيء جيد» (I'm Into Something Good). أصدرت «ذا كوكيز» أيضا عدة تسجيلات تحت أسماء مستعارة، أغلبها مع «مارغريت روس» كمغنية رئيسية.
في أبريل سنة 1967 أصدرت الفرقة تسجيلها الأخير أنتجه «ذا توكنز». عادت «دارلين مكري» لتحل محل أختها في هذا التسجيل.
توفيت «دوروثي جونز» في رأس سنة 2010 نتيجة لتطورات مرض الزهايمر بكولومبوس في سن 76.
في الوقت الحالي، تؤدي «مارغريت روس» (الآن «مارغريت وليامز») جولات كعضو من «ذا كوكيز» مع مغنيين احتياطيين جدد، كما تؤدي مع «باربرا هاريس» وفرقة «ذا تويز» أحيانا.
فارقت «دارلين مكري» الحياة يوم 4 فبراير 2013.

## أعضاء
- دروثي جونز - 1954-1958, 1961-1967
- دارلين مكري - 1954-1958, 1964-1967
- بيلا روبرتسون - 1954-1956
- مارغي هندريكس - 1956-1958
- إيرل-جين مكري - 1961-1964
- مارغريت روس - 1961-1967

## ديسكوغرافيا
- «في الجنة» (In Paradise)، «وقت يمر» (Passing Time) (أتلانتيك) 1960
- «سلاسل»، «غريب بين يدي» (دايمنشن) (الرتبة 17 في بوب الولايات الأمريكية المتحدة 1962، الرتبة 50 في المملكة المتحدة 1963)
- «لا تقل شيئا سيئا (عن حبيبي)» (Don't Say Nothin' Bad (About My Baby))، «بنعومة في الليل» (Softly in the Night) (دايمنشن) (الرتبة 3 في آر & بي الولايات الأمريكية المتحدة، الرتبة 7 في بوب الولايات الأمريكية المتحدة، 1963)
- «سيقوي» (Will Power)، «أريد فتى لعيد ميلادي» (I Want a Boy for my Birthday) (دايمنشن) 1963
- «الفتيات ينضجن أسرع من الفتية» (Girls Grow Up Faster Than Boys)، «فقط للآخرين» (Only To Other People) (دايمنشن) (الرتبة 33 في بوب الولايات الأمريكية المتحدة، الرتبة 33 في آر & بي الولايات الأمريكية المتحدة، 1963)
- «لم أحلم أبدا» (I Never Dreamed)، «الحشد القديم» (The Old Crowd) (دايمنشن) 1964

## ديسكوغرافيا كمغنيات احتياط
- «أغرق في دموعي» (Drown In My Own Tears)، «ري تشارلز» 1955
- «كورين كورينا» (Corrine Corrina)، «بيغ جو ترنر» 1956
- «فات الأوان» (It’s Too Late)، «شاك ويليس» 1956
- «شارع وحيد» (Lonely Avenue)، «ري تشارلز» 1956

## وصلات خارجية
- ذا كوكيز على موقع IMDb (الإنجليزية)
- ذا كوكيز على موقع ميوزك برينز (الإنجليزية)
- ذا كوكيز على موقع أول ميوزيك (الإنجليزية)
- ذا كوكيز على موقع ديسكوغز (الإنجليزية)